# Pradelles-en-Val
Pradelles-en-Val är en kommun i departementet Aude i regionen Occitanien  i södra Frankrike. Kommunen ligger  i kantonen Lagrasse som ligger i arrondissementet Carcassonne. År 2018 hade Pradelles-en-Val 178 invånare.

## Befolkningsutveckling
Antalet invånare i kommunen Pradelles-en-Val
Referens: INSEE